# Neuzelle
Neuzelle település Németországban, azon belül Brandenburgban. Lakosainak száma 4226 fő (2023. december 31.).

## Népesség
A település népességének változása:
| Lakosok száma | 4276 | 4291 | 4294 | 4232 | 4226 |
|               | 2017 | 2019 | 2021 | 2022 | 2023 |